# Péter Máté
Péter Máté est un footballeur hongrois né le 2 décembre 1984 à Püspökladány. Il évolue au Debrecen VSC au poste de défenseur.

## Carrière
- depuis 2000 : Debreceni VSC  Hongrie
  - 2006-2007 : Reading  Angleterre (prêt)
  - oct. 2010-2011 : Szolnoki MÁV FC  Hongrie (prêt)

## Palmarès
- Championnat de Hongrie : 2010, 2012 et 2014
- 11 sélections et 1 but en équipe de Hongrie espoirs entre 2004 et 2006